# Gharid Ghrouf
Gharid Ghrouf (ur. 12 września 1990, Jerycho) – palestyńska lekkoatletka, sprinterka, olimpijka z Pekinu.
Zawodniczka reprezentowała Palestynę na igrzyskach w Pekinie, startowała w biegu na 100 metrów kobiet - odpadła w kwalifikacjach z czasem 13.07 s.

## Rekordy życiowe
| Dystans                         | Wynik (s) | Miejsce | Data             |
| ------------------------------- | --------- | ------- | ---------------- |
| bieg na 60 metrów (hala)        | 8.42      | Moskwa  | 10 marca 2006    |
| bieg na 100 metrów              | 13.07     | Pekin   | 16 sierpnia 2008 |
| bieg na 200 metrów              | 28.58     | Radés   | 18 września 2005 |
| bieg na 800 metrów              | 2:30.35   | Osaka   | 25 sierpnia 2007 |
| bieg na 100 metrów przez płotki | 19.8      | Irbid   | 28 września 2005 |